# Semaeopus semibrunnea
Semaeopus semibrunnea là một loài bướm đêm trong họ Geometridae.